# Mantofombi Dlamini
Mantfombi Shiyiwe Dlamini Zulu (15 de febrero de 1953 - 29 de abril de 2021) reina consorte de la nación zulú desde 1977 hasta 2021 conocida como la Gran Esposa del Rey Goodwill Zwelithini. Desempeñandose como reina regente desde marzo de 2021 hasta abril de 2021.

## Primeros años y familia
La reina Mantfombi Dlamini nació el 15 de febrero de 1953 bajo la Casa de Dlamini. Nacida del rey Sobhuza II de Suazilandia y la princesa Manoni, que era ella misma nieta del rey Mbandzeni, un ex rey de Swati, el padre de Mantfombi, Sobhuza II, como Ngwenyama de la nación Suazilandia, se convirtió en rey de Suazilandia una vex obtenido la independencia en 1968. El hermano de la reina Mantfombi, el sucesor de Sobhuza, Mswati III, finalmente cambiaría el nombre de su país a Eswatini en 2018.
Su familia forjó vínculos con otras dinastías reales africanas: su hermano, el príncipe Thumbumuzi Dlamini, se casó con un miembro de la familia de jefes Mandela de Mvezo el mismo año de su compromiso. A través de esta unión, Zenani Mandela-Dlamini se convirtió en su cuñada.
La reina era miembro de la Iglesia Adventista del Séptimo Día.

## Reina consorte
Después de una educación tradicional en la familia real de Suazilandia, la princesa se comprometió con el rey Goodwill Zwelithini del Pueblo Zulú en 1973. En el momento de su compromiso, ella era miembro de la familia real de un estado soberano. Su futuro esposo era un jefe reconocido por el gobierno sudafricano como la autoridad tradicional de Zululandia. Teniendo en cuenta su relativa antigüedad dinástica, el palacio de Suazilandia puso una condición para el matrimonio: la princesa se convertiría en la Gran Esposa del Rey, una posición que daría a sus hijos varones el primer lugar en la línea de sucesión. Los zulúes aceptaron y la pareja se casó en 1977.

## Reina regente
Fue nombrada líder interina de la Nación Zulú bajo el título de reina regente, el 24 de marzo de 2021, luego de la muerte de Su Majestad el Rey Goodwill Zwelithini el 12 de marzo de 2021. Este acto contaba con la buena voluntad del rey Zwelithini, y ella estaba dispuesta a servir temporalmente en esta capacidad hasta que se nombrara al próximo rey zulú. Si hubiera sobrevivido, también habría designado al próximo rey; Hoy en día, se especula que su primer hijo, Misuzulu Zulu, había sido su mejor candidato para tomar el poder.

## Muerte
El 27 de abril de 2021, la familia real confirmó que la reina Mantfombi Dlamini había sido hospitalizada. A los dos días fallece, el 29 de abril de 2021. La familia tardo en dar los detalles de la causa de la muerte.
El príncipe Mangosuthu Buthelezi describió su muerte como "inesperada". El primer ministro de KwaZulu-Natal, Sihle Zikalala, calificó la noticia como "desgarradora" y dijo que la Reina era un puente entre las naciones zulú y Eswatini. Llamó a su papel de liderazgo una inspiración para las mujeres, que ayudó a "administrar los ritos funerarios finales a las tendencias atrasadas, patriarcales y chovinistas que consideraban a las mujeres como seres inferiores".
Al día siguiente, el Príncipe Buthelezi confirmó que la Reina murió alrededor de las 20:15 en el Hospital Netcare Milpark de Johannesburgo. Además, anunció que la Reina había estado sufriendo de una enfermedad a largo plazo; esto se sabía en el palacio pero no se reveló públicamente. Después de recuperarse de COVID-19, ingresó en un hospital en Durban para una operación previamente programada para eliminar cálculos biliares. Como estaba demasiado débil para someterse a una cirugía, vio a otro médico en Johannesburgo y luego terminó siendo hospitalizada.

## Hijos
La reina Dlamini y el rey Goodwill tuvieron un total de ocho hijos:
- Rey Misuzulu Zulu, nacido el 23 de septiembre de 1974 en Kwahlabisa, KwaZulu-Natal. Estudió Estudios Internacionales en Jacksonville, Florida. Fue nombrado rey por su madre antes de su muerte y fue coronado en agosto de 2022.
- Princesa Ntandoyesizwe Zulu, nacida el 28 de junio de 1976. Casada con Moisés Tembe.
- Princesa Nomkhosi Magogo Zulu
- Princesa Bukhosibemvelo Zulu, casada en 2007 con Sipho Nyawo, quien pagó 120 vacas como parte del ilobolo por ella.[19]
- Príncipe Bambindlovu Makhosezwe Zulú
- Príncipe Lungelo zulú
- Príncipe Mandlesizwe zulú
- Príncipe Simangaye zulú